# Paroxacis sahariana
Paroxacis sahariana es una especie de coleóptero de la familia Oedemeridae.

## Distribución geográfica
Habita en Argelia, Sahara.